# Çorum
Çorum – miasto w środkowej Turcji, centrum administracyjne prowincji o tej samej nazwie.

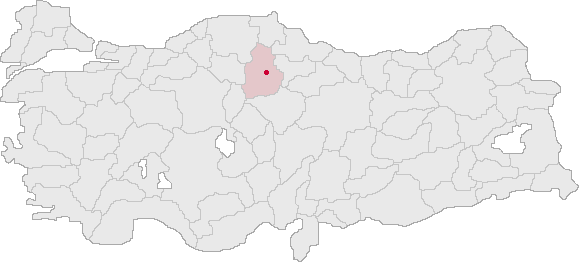
Współczesna turecka prowincja Çorum

Według danych na rok 2000 miasto zamieszkiwało 161 321 osób, a według danych na rok 2004 całą prowincję ok. 580 000 osób. Gęstość zaludnienia w prowincji wynosiła ok. 45 osób na km².